# Herrarnas barr i gymnastik vid olympiska sommarspelen 2024

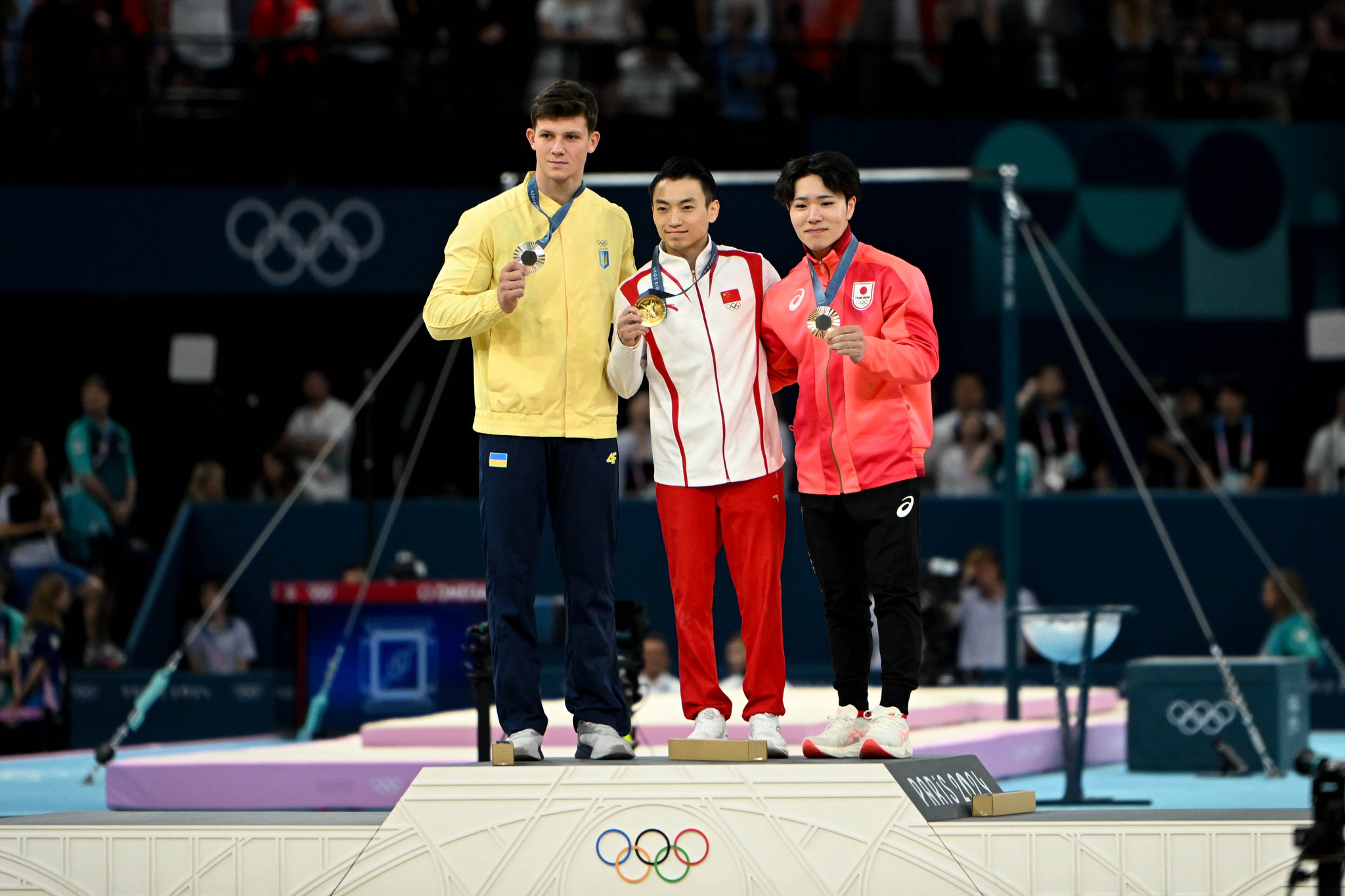
Kovtun, Zou och Oka vid medaljceremonin.

Herrarnas barr i gymnastik vid olympiska sommarspelen 2024 avgjordes den 27 juli och 5 augusti 2024 i Percy Arena i Paris. 65 gymnaster från 29 nationer deltog i kvalet varifrån 8 idrottare från 5 nationer tog sig till finalen. Det var 27:e gången grenen fanns med i ett OS och den har funnits med i varje OS sedan 1896.
Herrarnas barr avgjordes i två rundor, kval och final. I kvalrundan, som fungerade som kval för alla grenar inom manlig artistisk gymnastik, rankades de 65 gymnasterna som genomförde en övning i barr för grenen och de som hamnade på de första 8 platserna, med max två från samma nation, tog sig vidare till finalen. I finalen raderades kvalets resultat och gymnasterna återigen genomförde en övning.
I finalen kunde den regerande OS-mästaren Zou Jingyuan försvara sin titel och vinna guldet med 15,000 poäng. Silvret gick till Illia Kovtun på 14,966 poäng och Shinnosuke Oka fick bronset med 14,933 poäng.

## Deltagare
Totalt fanns det 96 kvotplatser till manlig artistisk gymnastik vid OS 2024. De nationella olympiska kommittérna kunde kvalificera med max 5 gymnaster (plus tre reserver).
De 12 nationerna som kvalificerade sig till lagtävlingen fick skicka 5 gymnaster var till tävlingen, vilket totalt var 60 av 96 kvotplatser. De nationerna var de tre bästa lagen vid världsmästerskapen i artistisk gymnastik 2022 (Kina, Japan och Storbritannien) och de nio bästa lagen (exklusive de som redan kvalificerat sig) vid världsmästerskapen 2023 (USA, Kanada, Tyskland, Italien, Schweiz, Spanien, Turkiet, Nederländerna och Ukrain).
De återstående 36 kvotplatserna delades ut individuellt.  Dessa platser fylldes genom olika kriterier baserade på bland annat världsmästerskapen 2023, FIG:s världscupserie i artistisk gymnastik 2024 och kontinentala mästerskap.
De 96 gymnasterna i herrarnas artistisk gymnastik hade rätt att delta i alla grenars kval förutom lagmångkampen. 65 gymnaster valde att kvala i barr och av dem tog sig 8 till finalen.

## Schema
Alla tider är CET.
| Datum     | Tid   | Omgång | Grupp   |
| --------- | ----- | ------ | ------- |
| 27 juli   | 11:00 | Kval   | grupp 1 |
| 27 juli   | 15:30 | Kval   | grupp 2 |
| 27 juli   | 20:00 | Kval   | grupp 3 |
| 5 augusti | 11:45 | Final  | –       |

## Kval
Av de 65 deltagande gymnasterna i barrkvalet tog sig de åtta bästa, plus tre reserver, till finalen. Max två gymnaster från varje nation kunde gå till finalen.
| D-poäng | = Svårighetsgrad (Difficulty) |
| E-poäng | = Genomförande (Execution)    |

| Plac.     | Gymnast                   | D-poäng | E-poäng | Straff | Totalt | Anm. |
| --------- | ------------------------- | ------- | ------- | ------ | ------ | ---- |
| 1         | Zou Jingyuan (CHN)        | 6,900   | 9,300   |        | 16,200 | Q    |
| 2         | Zhang Boheng (CHN)        | 6,400   | 8,933   |        | 15,333 | Q    |
| 3         | Shinnosuke Oka (JPN)      | 6,500   | 8,800   |        | 15,300 | Q    |
| 4         | Oleg Verniaiev (UKR)      | 6,600   | 8,666   |        | 15,266 | Q    |
| 5         | Lukas Dauser (GER)        | 6,600   | 8,566   |        | 15,166 | Q    |
| 6         | Illia Kovtun (UKR)        | 6,700   | 8,466   |        | 15,166 | Q    |
| 7         | Ferhat Arıcan (TUR)       | 6,900   | 8,133   |        | 15,033 | Q    |
| 8         | Wataru Tanigawa (JPN)     | 6,300   | 8,700   |        | 15,000 | Q    |
| 9         | Kaya Kazuma (JPN)         | 6,300   | 8,633   |        | 14,933 | –    |
| 10        | Joe Fraser (GBR)          | 6,500   | 8,433   |        | 14,933 | R1   |
| 11        | Daiki Hashimoto (JPN)     | 6,100   | 8,733   |        | 14,833 | –    |
| 12        | Xiao Ruoteng (CHN)        | 6,000   | 8,800   |        | 14,800 | –    |
| 13        | Krisztofer Mészáros (HUN) | 6,400   | 8,333   |        | 14,733 | R2   |
| 14        | Ángel Barajas (COL)       | 6,700   | 8,000   |        | 14,700 | R3   |
| Referens: |                           |         |         |        |        |      |

Reserverna för barrfinalen var:
1. Joe Fraser (GBR)
2. Krisztofer Mészáros (HUN)
3. Ángel Barajas (COL)

Dessa tre gymnaster kunde inte stå som reserver för att det fanns två andra gymnaster från samma nation som hade högre poäng:
- Kaya Kazuma (JPN)
- Daiki Hashimoto (JPN)
- Xiao Ruoteng (CHN)

## Final
| Plac.     | Gymnast               | D-poäng | E-poäng | Straff | Totalt |
| --------- | --------------------- | ------- | ------- | ------ | ------ |
| 1         | Zou Jingyuan (CHN)    | 6,900   | 9,300   |        | 16,200 |
| 2         | Illia Kovtun (UKR)    | 7,000   | 8,500   |        | 15,500 |
| 3         | Shinnosuke Oka (JPN)  | 6,500   | 8,800   |        | 15,300 |
| 4         | Zhang Boheng (CHN)    | 6,400   | 8,700   |        | 15,100 |
| 5         | Ferhat Arıcan (TUR)   | 6,900   | 8,200   |        | 15,100 |
| 6         | Wataru Tanigawa (JPN) | 6,300   | 7,833   |        | 14,133 |
| 7         | Lukas Dauser (GER)    | 6,000   | 7,700   |        | 13,700 |
| 8         | Oleg Verniaiev (UKR)  | 6,200   | 7,100   |        | 13,300 |
| Referens: |                       |         |         |        |        |